# Christian Sartorius

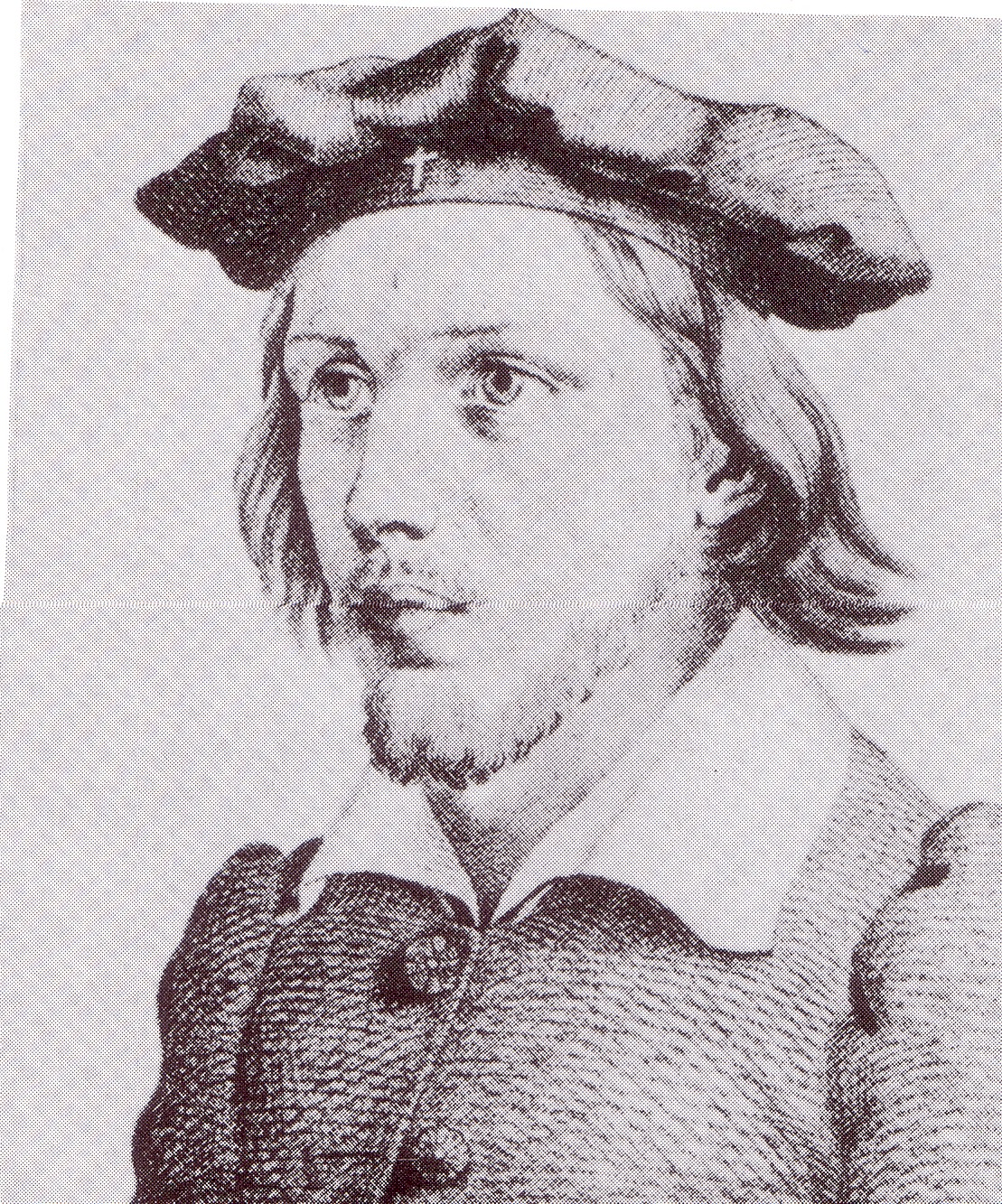
Christian Sartorius als Gießener Schwarzer, um 1815

Carl Christian Wilhelm Sartorius (* 31. August 1796 in Gundernhausen bei Darmstadt; † 16. Januar 1872 auf der Hacienda del Mirador bei Huatusco, Bundesstaat Veracruz, Mexiko) war ein deutscher Theologe, Pädagoge und Schriftsteller.

## Leben
Seine Eltern waren der Pastor Johann Philipp Christoph Sartorius (1756–1810) und dessen Ehefrau Christina Carolina Felicitas Götz (1769–1837).
Sartorius besuchte das Gymnasium in Darmstadt und studierte ab 1813 an der Universität Gießen Philologie und Theologie. Er war maßgeblicher Gründer des Germanenbundes, gehörte der Teutschen Lesegesellschaft (1815) sowie der Ehrenspiegel-Burschenschaft an und war Gießener Schwarzer, eine Frühform der Gießener Burschenschaft. Nach der erfolgreichen Beendigung seines Studiums 1819 war er als Lehrer am Gymnasium in Wetzlar tätig.
Wegen seiner liberalen politischen Haltung war Sartorius schon während des Studiums aufgefallen. Während der Demagogenverfolgung wurde er noch im selben Jahr verhaftet. 1824 emigrierte er nach Mexiko, wo er sich seinen Lebensunterhalt zunächst auf einer Farm, dann als Geschäftsführer einer Silbermine verdiente. Während dieser Zeit begann er auch mit seiner schriftstellerischen Arbeit. Im Jahr 1830 heiratete er Wilhelmine Stein († am 14. November 1852 in Darmstadt) aus Darmstadt, deren Bruder auch in der Nähe Silberminen betrieb. 1839 gründete er eine Hacienda, auf der er im großen Stil Zuckerrohr anbaute.
1849 kam Sartorius für drei Jahre nach Deutschland und lebte während dieser Zeit in Darmstadt. Mit seinen Vorträgen war er schon bald ein gefragter Redner geographischer Gesellschaften in Frankfurt am Main und Darmstadt. In seinen Vorträgen sprach Sartorius über Mexiko und brachte den Zuhörern Land und Leute näher. Zusammengefasst und ausgearbeitet veröffentlichte Sartorius diese Vorträge auch. Im Sommer 1852 verließ er Deutschland wieder und ging für immer nach Mexiko zurück.
Der Chirurg Wilhelm Müller war sein Enkel.

## Ehrungen
- 21. Juni 1861 – großherzoglich hessische Goldene Verdienstmedaille für Wissenschaft, Kunst, Industrie und Landwirtschaft[3]

## Werke
- Mexico. Landschaftsbilder und Skizzen aus dem Volksleben. Lange, Darmstadt 1855.
  - in englischer Sprache hrsg. von Dr. Gaspey: Mexico. Landscapes and Popular Sketches by C. Sartorius. With Steel Engravings by Distinguished Artists from Original Sketches by Moritz Rugendas. G. G. Lange, Darmstadt / Lange und Kronfeld, New York City 1858.
  - Mexico and the Mexicans. Trübner & Co, 60 Paternoster Row, London 1859.
  - Reprint in englischer Sprache s. oben 1858: F. A. Brockhaus Komm.-Gesch. G.M.B.H., Abt. Antiquarium, Stuttgart 1961.
- Die Silberminen von Mexico, deren Reichthümer und deren mangelhafte Bebauung von seiten der Mexicaner. Lange, Darmstadt 1855.